# What Once Was... Liber I
What Once Was... Liber I er en ep af det franske black metal-band Blut aus Nord, udgivet i juni 2010. Det er den første ep i What Once Was... Liber-trilogien.

## Spor
Albummet har ingen officiel sporliste. Her anvendes den sporliste der bruges i genudgivelsen på cd i 2013
1. "What Once Was... Liber I, Pt. 1" - 4:10
2. "What Once Was... Liber I, Pt. 2" - 4:57
3. "What Once Was... Liber I, Pt. 3" - 3:32
4. "What Once Was... Liber I, Pt. 4" - 3:36
5. "What Once Was... Liber I, Pt. 5" - 4:11
6. "What Once Was... Liber I, Pt. 6" - 3:09
7. "What Once Was... Liber I, Pt. 7" - 4:06
8. "What Once Was... Liber I, Pt. 8" - 3:46

## Fodnoter
1. ↑  (genudgivelse på cd)
2. ↑  Der findes ingen officiel nummerering eller inddeling af ep'ens spor. Den oprindelige vinyludgivelse havde kun to spor - et på hver side. Den efterfølgende genudgivelse i 2013 på cd anvender i stedet en inddeling i 8 spor